# Давезје
Давезје (фр. Davézieux) насеље је и општина у источној Француској у региону Рона-Алпи, у департману Ардеш која припада префектури Турнон сир Рон.
По подацима из 2011. године у општини је живело 2.991 становника, а густина насељености је износила 535,06 становника/km². Општина се простире на површини од 5,59 km². Налази се на средњој надморској висини од 440 метара (максималној 458 m, а минималној 352 m).

## Демографија
| 1962. | 1968. | 1975. | 1982. | 1990. | 1999. | 2011. |
| ----- | ----- | ----- | ----- | ----- | ----- | ----- |
| 1.060 | 1.191 | 1.309 | 1.776 | 2.371 | 2.629 | 2.991 |

График промене броја становника у току последњих година